# Anni 1730
Gli anni 1730 sono il decennio che comprende gli anni dal 1730 al 1739 inclusi.

## Eventi, invenzioni e scoperte
- 1731: trattato di Vienna
- 1732: Laura Bassi è la prima donna ad insegnare in una università
- 1736: Eulero pubblica Mechanica, sive motus scientia analytice exposita
- 1733-1738: guerra di successione polacca

## Personaggi
- Carlo VI d'Asburgo, imperatore del Sacro Romano Impero
- Luigi XV di Francia, re di Francia
- Papa Clemente XII
- Anna I di Russia, imperatrice di Russia
- Robert Walpole, primo ministro del Regno Unito
- Franz Joseph Haydn